# 南洞站
南洞站（韓語：남동역）是朝鮮民主主義人民共和國平安南道肃川郡的一個鐵路車站，属于安州煤矿线(南洞支线)和南洞线。

## 邻近车站
安州煤矿线(南洞支线)
三川浦站 - 南洞站
南洞线
万丰站 - 南洞站